# Bocina de alimentación

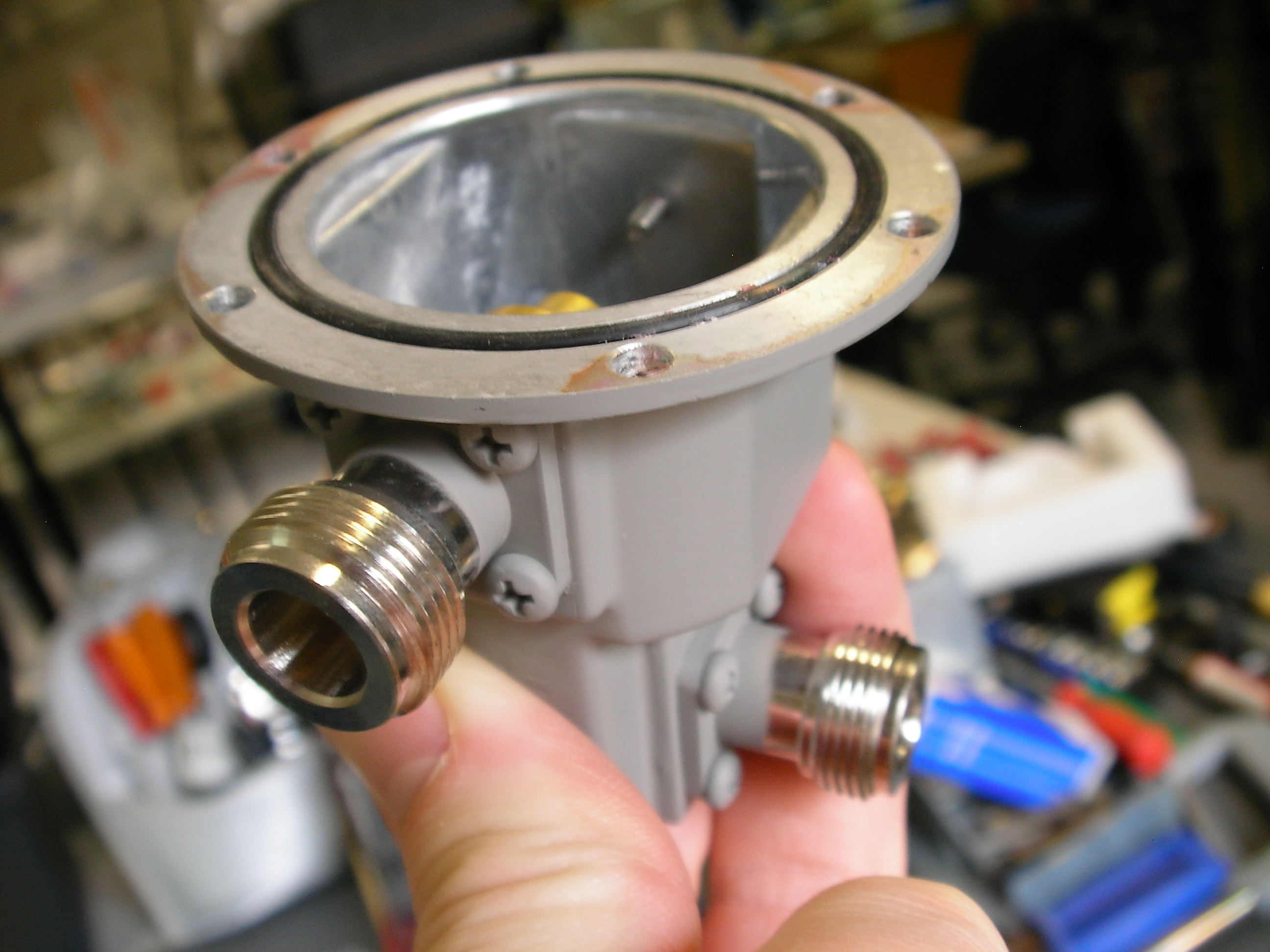
La bocina de alimentación de estos platos le permite utilizar polaridad horizontal o vertical sin tener que girar la alimentación.

En antenización parabólica y diseño de antenas, una bocina de  alimentación (o alimentobocina) es una pequeña antena de bocina utilizada para transmitir ondas de radio entre el transmisor y/o receptor y el reflector, en particular en antenas parabólicas.En antenas de transmisión, está conectado al transmisor y convierte la corriente alterna de frecuencia de radio desde el transmisor a ondas de radio y las alimenta con el resto de la antena, que las enfoca en un haz. En las antenas receptoras, las ondas de radio entrantes se unen y se enfocan por el reflector de la antena en la bocina de alimentación, que las convierte a un voltaje de frecuencia de radio pequeño, que se amplifica por el receptor. Las alimentobocinas se utilizan principalmente en microondas (SHF) y para las frecuencias superiores en antenas parabólicas.
En los platos satelitales (antenas parabólicas), parte de la electrónica del receptor, el extremo frontal de RF, se monta normalmente en una caja justo detrás de la bocina de alimentación. Este convierte las altas frecuencias de bajoenlace (downlink) de microondas del satélite a una frecuencia inferior, por lo que se puede enviar más fácilmente a través de la línea de alimentación del cable coaxial al receptor en el interior del edificio. Esto se llama la Bloque de Bajo Ruido (LNB). La bocina de alimentación es la parte de un sistema de antena que recoge la señal reflejada de la antena y la enfoca hacia el LNB.

## LNBF
En muchos sistemas de Unidades de Exterior (OutDoor Unit o ODU), se integran múltiples dispositivos lógicos en un solo dispositivo físico. Así, un LNBF es un (LNB) con feedhorn (bocina) integrada.